# 유도 표현
군 표현론에서 유도 표현(誘導表現, 영어: induced representation)은 부분군의 표현을 전체 군의 표현으로 확장시키는 방법이다.

## 정의
유한군 {\displaystyle G}의 부분군 {\displaystyle H\subset G}의 표현 {\displaystyle V}가 주어졌다고 하고, 좌잉여류의 집합 {\displaystyle G/H}에서 각각 대표 원소 {\displaystyle x_{i}}를 뽑자.
그렇다면 {\displaystyle G}의 유도 표현은 공간
{\displaystyle V^{(G/H)\oplus }=\bigoplus _{i}x_{i}V}
위에 정의된 표현이다. 즉, {\displaystyle V}의  {\displaystyle [G:H]}개만큼의 복사본들의 직합이다. 이 공간 위의 작용은 다음과 같다. 모든 {\displaystyle g\in G} 및 {\displaystyle x_{i}}에 대하여, {\displaystyle h_{i}\in H}이며
{\displaystyle gx_{i}=x_{j(i)}h_{i}}
인 {\displaystyle (x_{j(i)},h_{i})}가 존재한다. 그렇다면
{\displaystyle g\cdot \sum _{i}x_{i}v_{i}=\sum _{i}x_{j(i)}h_{i}\cdot v_{i}}
이다.
유한군 대신 국소 콤팩트 위상군에 대해서도 유사한 정의가 존재한다.

## 응용
유도 표현은 양자역학의 위그너 분류의 핵심이 된다. 역사적으로, 유진 위그너가 위그너 분류를 먼저 발표하였으며, 이를 조지 매키(영어: George Mackey)가 수학적으로 엄밀히 증명하고 일반화하였다.

## 참고 문헌
- Kaniuth, E.; K. Taylor (2013). 《Induced Representations of Locally Compact Groups》 (영어). Cambridge University Press.